# Co, jeśli?
Co, jeśli? – singel polskiej piosenkarki Carli Fernandes. Został wydany 18 marca 2025.

## Geneza utworu i historia wydania
Utwór napisali i skomponowali Carla Fernandes, Dominic Buczkowski-Wojtaszek, Patryk Kumór oraz Frank Bo. Za produkcję singla odpowiedzialni byli Jan Bielecki, Emilian Waluchowski, Dominic Buczkowski-Wojtaszek, Patryk Kumór i Hotel Torino. Za miksowanie oraz mastering odpowiadał Hotel Torino. Piosenkarka o singlu:

Piosenka ma dla mnie nostalgiczny i refleksyjny charakter. Porusza temat utraconej miłości, tęsknoty i nieodwracalnego upływu czasu. Mimo chęci zatrzymania tego, co było piękne i bliskie, czas nie czeka na nikogo. Ta tęsknota dotyczy właśnie tego, co odeszło, a nie możemy tego już odzyskać.

Singiel ukazał się w formacie digital download 18 marca 2025 w Polsce za pośrednictwem wytwórni płytowej DB4 Management, w dystrybucji Universal Music Polska.

## „Co, jeśli?” w stacjach radiowych
Nagranie było notowane na 5. miejscu w zestawieniu OLiA, najczęściej odtwarzanych utworów w polskich rozgłośniach radiowych.

## Teledysk
Do utworu powstał teledysk w reżyserii Mikołaja Matyjaska, który udostępniono 19 marca 2025 za pośrednictwem serwisu YouTube.

## Lista utworów
- Digital download[4]

1. „Co, jeśli?” – 2:39

## Notowania

### Pozycja na liście tygodniowej
| Kraj   | Lista (2025)             | Najwyższa pozycja |
| ------ | ------------------------ | ----------------- |
| Polska | OLiS – single w streamie | 55                |

### Pozycja na liście airplay
| Kraj   | Lista (2025)                   | Najwyższa pozycja |
| ------ | ------------------------------ | ----------------- |
| Polska | OLiS – oficjalna lista airplay | 5                 |